# Petilla de Aragón
Petilla de Aragón (en aragonais Petiella d'Aragón, en basque Aragoiko Petilla ou Petilla Aragoi) est une ville et une commune de la Communauté forale de Navarre (Espagne).
Elle est située dans la zone non bascophone de la province. Le castillan est la seule langue officielle alors que le basque n’a pas de statut officiel. Le secrétaire de mairie est aussi celui de Javier.

## Géographie
Petilla de Aragón est une municipalité navarraise un peu spéciale, nommée "islas" ou techniquement enclave. Elle est formée en fait par deux enclaves au sein de la comarque de Saragosse de Cinco Villas et Aragón. L'enclave principale est séparée de Los Bastanes, elle est située à 71 km de la capitale Pampelune et appartient à la mérindade de Sangüesa.
Du point de vue ecclésiastique, elle appartient au diocèse de Jaca et à l'archidiocèse de Pampelune.

## Localités limitrophes
Gordún et Isuerre au nord, Uncastillo à l'est et au sud, Sos del Rey Católico à l'ouest.

## Administration
| Años        | Alcalde       |  |
| ----------- | ------------- |  |
|             |               |  |
| 1984 - 2011 | Paulino Rived |  |

## Démographie
| Évolution démographique                                           | Évolution démographique | Évolution démographique | Évolution démographique | Évolution démographique | Évolution démographique | Évolution démographique | Évolution démographique | Évolution démographique | Évolution démographique | Évolution démographique |
| 1996                                                              | 1998                    | 1999                    | 2000                    | 2001                    | 2002                    | 2003                    | 2004                    | 2005                    | 2006                    | 2007                    |
| ----------------------------------------------------------------- | ----------------------- | ----------------------- | ----------------------- | ----------------------- | ----------------------- | ----------------------- | ----------------------- | ----------------------- | ----------------------- | ----------------------- |
| 52                                                                | 54                      | 48                      | 43                      | 40                      | 40                      | 36                      | 34                      | 33                      | 33                      | 30                      |
| Sources: Petilla de Aragón et instituto de estadística de navarra |                         |                         |                         |                         |                         |                         |                         |                         |                         |                         |

## Patrimoine

### Patrimoine civil
- Château : Petilla comptait un château qui enveloppait un rocher situé sur une hauteur du village. Les seuls restes sont quelques traces travaillées sur la roche, à 3 mètres de hauteur. On sait, par la documentation[1], qu'il comptait une grande tour de trois étages et une couverte de bois au-dessus du crénelage. La garnison habituelle était composée de 30 hommes.

### Patrimoine religieux
- Église San Millán. Édifice gothique du XIIIe réalisé en pierres, d'une nef unique, divisée en deux trames et sommet polygonal.
- Ermitage de San Antonio, dans le bourg de Bastanes.

## Personnalités
- Santiago Ramón y Cajal (1852-Madrid, 1934). Histologie, prix Nobel de physiologie ou médecine en 1906 pour la découverte du neurone.

### Sources
- (es) Cet article est partiellement ou en totalité issu de l’article de Wikipédia en espagnol intitulé « Petilla de Aragón » (voir la liste des auteurs).